# Gonda László (színművész)
Gonda László (Ipolyság, 1853. július 9. – Arad, 1921. március 20.) színész.

## Életútja
Gonda József és Balázs Apollónia fiaként született, 1853. július 10-én keresztelték. Színész lett 1877-ben, Kecskeméten. 1880-ban Aradi Gerőnél, 1884-ben Lászy Vilmosnál, 1885-ben Csóka Sándornál (Kassa), 1886-ban újra Aradinál, 1887—től 1891-ig szintén Aradinál, 1894-ben Leszkay Andrásnál működött. 1888-tól sokáig volt Aradon színházi pénztáros. A Budapesti Hírlap 1901. decemberi számában ír Aradról 25 éves színészi jubileumáról.
Szépirodalmi dolgozatai, többnyire rajzok a színész-életből, a Szabadkai Közlönyben (1879. Belgrádi élmények), a Színészeti Közlönyben (1880. Mikor én színész lettem 1884. A kik egymást képviselik), az Orosházi Közlönyben (1880. A hétszer nősült, 1881. A hármas sírkereszt, Zermilla), a Vásárhelyi Közlönyben (1881. A női szeszély), az Orosházi Ujságban (1882. Az elüzött ifjú); levelezője volt a budapesti Reformnak, Egyetértésnek és a színészeti szaklapoknak.
Neje: Czirók Róza (Szilassy Rózsa), akivel 1881. október 24-én kötött házasságot Szegeden, a férj tanúja Szeles József színész volt. Született 1862. január 5-én, Moravicán. Színésznő lett 1879-ben, Krecsányi Ignácnál. Fia Gonda István, színész.